# Francisco Craveiro Lopes
Francisco Higino Craveiro Lopes (phát âm tiếng Bồ Đào Nha: [fɾɐ̃ˈsiʃku iˈʒinu kɾɐˈvɐjɾu ˈlɔpɨʃ]), (12 tháng 4 năm 1894 – 2 tháng 9 năm 1964) là nhà quân sự và chính trị gia người Bồ Đào Nha. Ông là Tổng thống thứ 12 của Bồ Đào Nha trong gian đoạn từ năm 1951 đến năm 1958.